# Thập niên 190 TCN
Thập niên 190 TCN hay thập kỷ 190 TCN chỉ đến những năm từ 190 TCN đến 199 TCN.